# Marco Gallarino
Marco Gallarino (pronunciación italiana: ['marko galla'ri:no]; Milán, 7 de abril de 1975) es un filósofo e historiador de la filosofía italiano. Ha sido condecorado con el título de Caballero de la Orden al Mérito de la República Italiana en 2023 por decreto del Presidente de la República Italiana, como jefe de las órdenes de caballería, a propuesta del Primer Ministro italiano (Presidente del Consejo de Ministros).

## Biografía
Después de cursar estudios en la Facultad de Letras y Filosofía de la Universidad de Milán, Gallarino obtuvo la licenciatura en Filosofía (grado equivalente a un máster) bajo la dirección de la medievalista Mariateresa Fumagalli Beonio Brocchieri, con una tesis sobre la presencia de doctrinas relacionadas con el Liber de causis en las obras de Dante Alighieri.
Posteriormente, fue becario durante dos años académicos en el Instituto Italiano de Estudios Históricos de Nápoles, fundado por Benedetto Croce, donde llevó a cabo investigaciones sobre las doctrinas metafísicas y políticas de Dante bajo la supervisión del filósofo y miembro de la Academia de los Linces Gennaro Sasso. Luego, obtuvo el Doctorado en Filosofía en la Universidad de Milán, nuevamente bajo la dirección de Mariateresa Fumagalli Beonio Brocchieri, centrándose en temas relacionados con el pensamiento filosófico y metafísico de Dante.
Además de haber sido Profesor Adjunto (Professore a contratto) en la Universidad de Milán y desempeñarse desde 2004 como experto en la materia (Cultore della materia) en historia de la filosofía medieval en el Departamento de Filosofía de la misma universidad, trabaja como profesor de literatura, filosofía e historia en escuelas secundarias italianas, bajo el empleo del Ministerio de Educación de Italia. Ha publicado numerosos estudios sobre el pensamiento filosófico de Dante y realiza investigaciones en los campos de la historia de la filosofía, la literatura, la espiritualidad oriental y occidental, así como la historia de las doctrinas esotéricas.
Desde 2025, es miembro del Consejo Ejecutivo de la sección de Lombardía de la Sociedad Filosófica Italiana (Società Filosofica Italiana).
También realiza actividades de voluntariado en el ámbito social y cultural.

## Áreas de investigación
Gallarino se ha centrado principalmente en la historia de la filosofía medieval y en la filosofía dantesca. En sus ensayos académicos sobre el tema, ha analizado la estructura y los principios fundamentales del pensamiento cosmológico, cosmogónico y metafísico de Dante Alighieri. Ha intentado demostrar la unidad y coherencia del pensamiento filosófico de Dante, a pesar de la evolución de su sensibilidad espiritual. Identifica en la obra del poeta florentino una intención de transmitir una verdad teológica y metafísica profunda y coherente, considerándola la base de la unidad de su mensaje. De este modo, ha desafiado interpretaciones del pensamiento de Dante que tienden a minar la unidad doctrinal, teológica y metafísica de sus escritos, subrayando la naturaleza constante de búsqueda espiritual y de verdad presente en casi toda su obra.
Más allá de sus estudios sobre Dante, investiga en los campos de la espiritualidad y de la historia del esoterismo, habiendo impartido varias conferencias y presentaciones en seminarios y eventos públicos. Además, ha publicado artículos en periódicos sobre diversos temas.

## Afiliaciones a sociedades científicas
Desde 2005, es miembro de la Sociedad Italiana para el Estudio del Pensamiento Medieval (Società Italiana per lo Studio del Pensiero Medievale - SISPM), desde 2008 del Consejo Internacional de Museos (International Council of Museums - ICOM), desde 2009 de la Sociedad Dantesca Italiana (Società Dantesca Italiana - SDI) y desde 2024 de la Sociedad Filosófica Italiana (Società Filosofica Italiana - SFI).

## Premios académicos

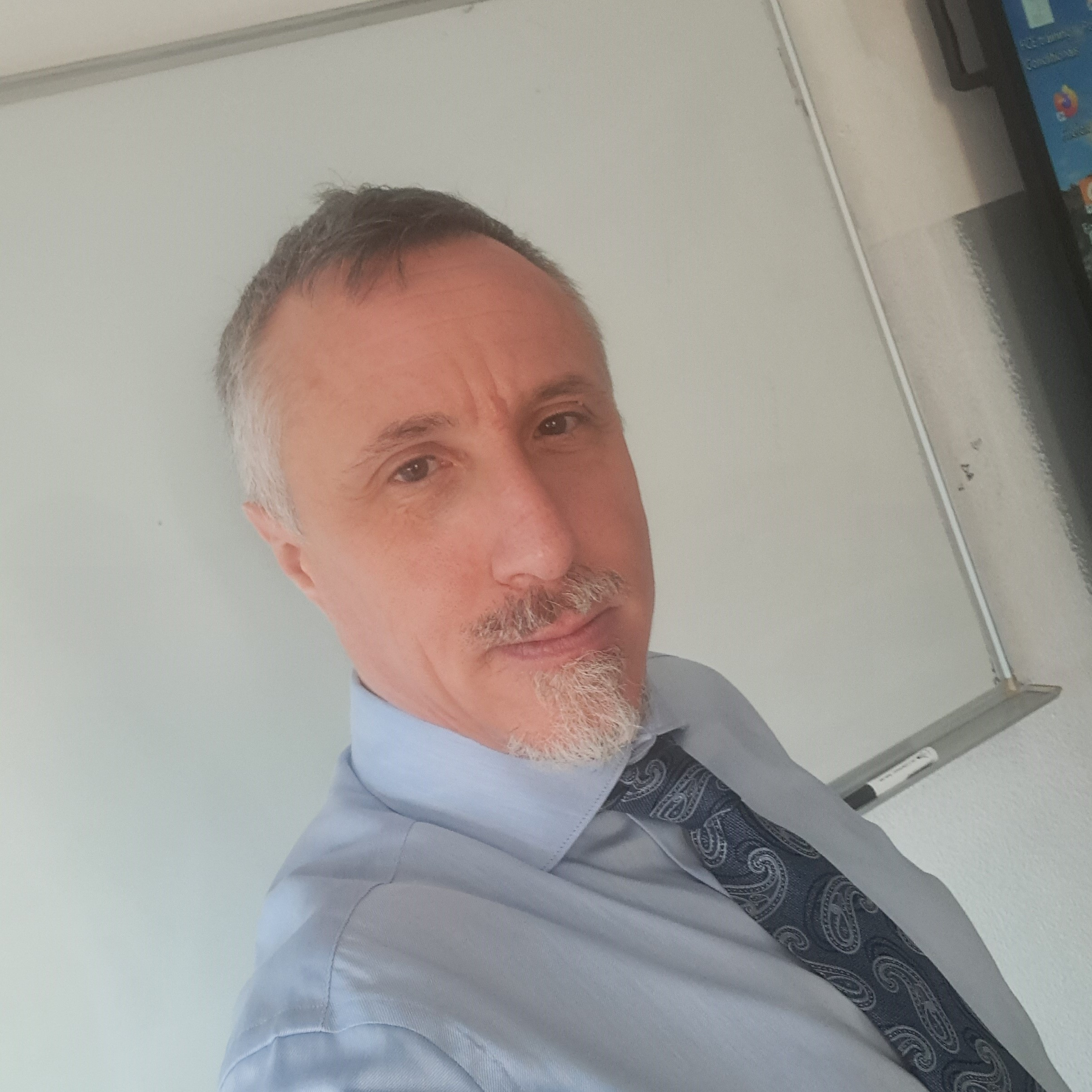
Marco Gallarino en 2024

En 2004, recibió el Premio Arrigo Pacchi, otorgado por la Universidad de Milán y dedicado a tesis en el campo de los estudios histórico-filosóficos.

## Honores y distinciones
| Caballero de la Orden del Mérito de la República Italiana (Cavaliere dell'Ordine al Merito della Repubblica Italiana) - ribbon for ordinary uniform | Caballero de la Orden al Mérito de la República Italiana (Cavaliere dell'Ordine al Merito della Repubblica Italiana) |
| Caballero de la Orden del Mérito de la República Italiana (Cavaliere dell'Ordine al Merito della Repubblica Italiana) - ribbon for ordinary uniform | — 27 de diciembre de 2023                                                                                            |

## Publicaciones científicas y académicas
- Metafisica e cosmologia in Dante. Il tema della rovina angelica [Metafísica y cosmología en Dante. El tema de la caída de los ángeles], Bologna, Il Mulino, 2013 (Pubblicazioni dell’Istituto italiano per gli studi storici, 63), pp. x-170, ISBN 978-88-15-24504-5

### Artículos científicos

##### Artículos en revistas científicas
- Note sulla dottrina della causazione nel pensiero di Dante Alighieri [Notas sobre la doctrina de la causación en el pensamiento de Dante Alighieri], in «Annali dell’Istituto Italiano per gli Studi Storici», XX 2003/2004 (2005), pp. 5-44, ISSN 0578-9931
- Il soggetto degli elementi: note sul ventinovesimo canto del Paradiso [El sujeto de los elementos: notas sobre el vigésimo noveno canto del Paraíso], in «Annali dell’Istituto Italiano per gli Studi Storici», XXI 2005 (2007), pp. 49-68, ISSN 0578-9931
- Riflessioni sulla filosofia politica dantesca alla luce delle critiche di Guido Vernani da Rimini [Reflexiones sobre la filosofía política de Dante a la luz de las críticas de Guido Vernani de Rímini], in «Annali dell’Istituto Italiano per gli Studi Storici», XXII 2006/2007 (2008), pp. 87-112, ISSN 0578-9931

##### Contribuciones en volúmenes misceláneos y actas de congresos
- Nobiltà e ricchezza nel quarto trattato del Convivio [Nobleza y riqueza en el cuarto tratado del Convivio], in Identità cittadina e comportamenti socio-economici tra Medioevo ed Età Moderna, a cura di Paolo Prodi, Maria Giuseppina Muzzarelli e Stefano Simonetta, Bologna, CLUEB, 2007, pp. 231-240, ISBN 978-88-491-2851-2
- Orrore infernale. Arte e verità nella prima cantica dantesca [Horror infernal. Arte y verdad en la primera cántica dantesca], in L’orrore nelle arti. Prospettive estetiche sull’immaginazione del limite, a cura di Manuele Bellini, Milano, Lucisano, 2008, pp. 125-134, ISBN 978-88-89078-31-0 (seconda edizione accresciuta nell’apparato di note; prima edizione ridotta in L’orrore nelle arti. Prospettive estetiche sull’immaginazione del limite, a cura di Manuele Bellini, Napoli, Scripta Web, 2007, pp. 115-123)
- Il ruolo cosmogonico della rovina angelica nel pensiero di Dante [El rol cosmogónico de la caída de los ángeles en el pensamiento de Dante], in Cosmogonie e cosmologie nel Medioevo. Atti del Convegno della Società Italiana per lo Studio del Pensiero Medievale (S.I.S.P.M.). Catania, 22-24 settembre 2006, a cura di Concetto Martello, Chiara Militello e Andrea Vella, Louvain-la-Neuve, Brepols (Fédération Internationale des Instituts d’Études Médiévales), 2008, pp. 79-88, ISBN 978-2-503-52951-6
- L’immaginazione tra psicologia e poesia nella Divina Commedia [La imaginación entre psicología y poesía en la Divina Comedia], in Immaginario e immaginazione nel Medioevo. Atti del convegno della Società Italiana per lo Studio del Pensiero Medievale (S.I.S.P.M.), Milano, 25-27 settembre 2008, a cura di M. Bettetini e F. Paparella, con la collaborazione di R. Furlan, Louvain-la-Neuve, Brepols (Fédération Internationale des Instituts d’Études Médiévales), 2009 (Textes et Études du Moyen Âge, 51), pp. 339-351, ISBN 978-2-503-53150-2

### Entradas enciclopédicas
- Dante, in Ereticopedia. Dizionario di eretici, dissidenti e inquisitori nel mondo mediterraneo [Dante, en Ereticopedia. Diccionario de herejes, disidentes e inquisidores en el mundo mediterráneo], Firenze, Edizioni CLORI, 2014, ISBN 978-8894241600

### Reseñas de libros
- Lucentini, “Platonismo, ermetismo, eresia nel medioevo” [Lucentini, “Platonismo, hermetismo, herejía en la Edad Media”, reseña en Schola Salernitana], Fédération internationale des instituts d’études medievales, Louvain la-Neuve 2007, pp XV+519, recensione, in «Schola Salernitana», XIV-XV (2009-2010), pp. 406-411

### Tesis depositadas
- I fondamenti metafisici del pensiero filosofico di Dante Alighieri. Materia e informazione nel contesto cosmologico e cosmogonico del tema della rovina angelica [Los fundamentos metafísicos del pensamiento filosófico de Dante Alighieri. Materia e información en el contexto cosmológico y cosmogónico del tema de la caída de los ángeles], tesi dottorale discussa nella sede dell’Università degli Studi di Milano il 18 gennaio 2008 e depositata presso le Biblioteche Nazionali Centrali di Roma e Firenze (pp. 258, cm. 21×29,7)